# Bryobia karooensis
Bryobia karooensis är en spindeldjursart som beskrevs av Meyer 1974. Bryobia karooensis ingår i släktet Bryobia och familjen Tetranychidae. Inga underarter finns listade.